# Borneogibbon
De Borneogibbon of Müllers gibbon (Hylobates muelleri) is één soort uit de familie gibbons (Hylobatidae) en komt voor in de regenwouden van Borneo, zowel het Indonesisch deel Kalimantan als het Maleisische deel (Sarawak en Sahah) en in Brunei. Hylobates abbotti en Hylobates funereus werden voorheen als ondersoorten van deze soort gerekend.

## Beschrijving
De Borneogibbon is endemisch op het eiland Borneo. Het is -net als andere gibbonsoorten- een tenger gebouwd dier, met  lange armen en zonder staart. Hoofd en lichaam zijn 420–470 mm lang; de achterpoten zijn 128–150 mm lang; ze zijn gemiddeld 5,0-6,4 kg zwaar. In tegenstelling tot de andere gibbonsoorten is de kleur van de pels bij mannetjes en vrouwtjes niet verschillend. De dieren zijn grijs of bruin met een licht gekleurde krans van beharing rond de ogen, neus en mond. De vacht boven op de kop is meestal zeer donker gekleurd.

## Leefgebied
Borneogibbons komen voor in het tropisch regenbos onder de 1500 m tot 1700 m (in Sabah) boven de zeespiegel. Borneogibbons eten vooral fruit, bij voorkeur met een hoog suikergehalte, maar ook jonge bladeren en insecten.
Borneogibbons komen voor in een aantal regenwoudreservaten zoals het Nationaal Park Betung Kerihun, Nationaal Park Bukit Baka Bukit Raya, Nationaal Park Kayan Mentarang, Nationaal Park Kutai, het beschermde bosgebied Sungai Wain en het Nationaal Park Tanjung Puting in Indonesië en in het Lanjak Entimau Reservaatgebied en bosreservaat Semengok in Maleisië.

## Status op de internationale rode lijst
De Borneogibbon is als soort bedreigd. De belangrijkste bedreigingen vormen jacht op het dier voor de illegale handel in huisdieren, de omzetting van regenbos in landbouwgebied (oliepalmplantages) en de houtkap.

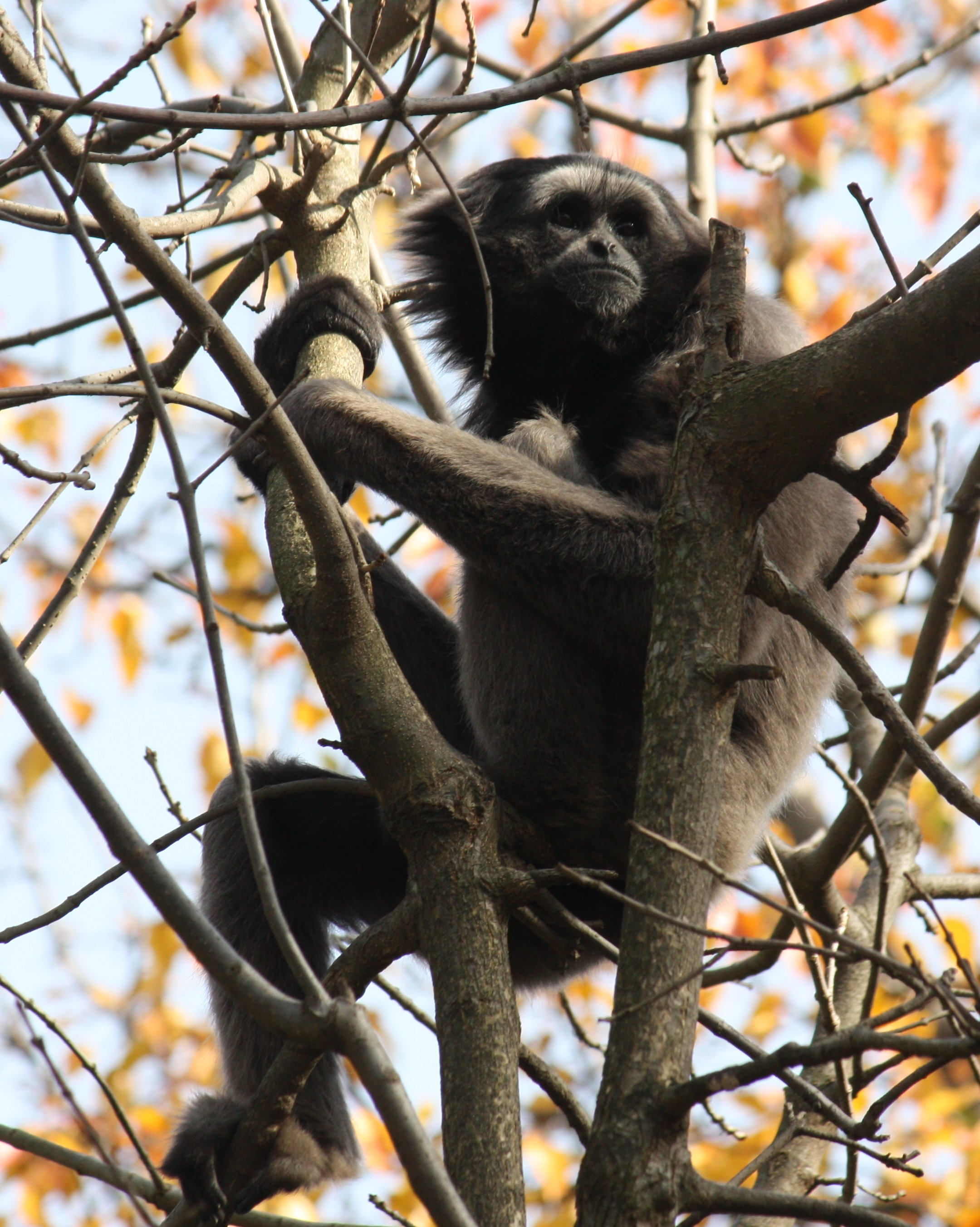
In gevangenschap (Cincinnati Zoo)